# 沖縄県道78号平良城辺線
沖縄県道78号平良城辺線（おきなわけんどう78ごう ひららぐすくべせん・主要地方道平良城辺線）は沖縄県宮古島市平良西里と城辺福里とを結ぶ主要地方道。

## 概要

### 区間・実延長
- 起点：宮古島市平良字西里（沖縄県道83号保良西里線・沖縄県道243号高野西里線）
- 終点：宮古島市城辺字福里（国道390号）
- 総延長：14.614km
- 実延長：14.605km

### 通過自治体
- 宮古島市（宮古島）

### 交差する路線
- 沖縄県道83号保良西里線（起点）
- 沖縄県道243号高野西里線（起点・宮古島市平良西里）
- 沖縄県道190号平良新里線（起点・宮古島市平良西里）
- 沖縄県道192号平良久松港線（起点 - 宮古島市平良西里）
- 沖縄県道194号鏡原増原線（宮古島市平良下里鏡原）
- 沖縄県道195号野原越七原線（宮古島市平良西里野原越）
- 沖縄県道201号友利線（宮古島市平良西里）
- 沖縄県道246号城辺下地線（宮古島市城辺長間）
- 沖縄県道198号根間地与那節線（宮古島市城辺西里添）
- 国道390号（終点）

### 重複路線
- 沖縄県道190号平良新里線（起点 - 県道190号起点交点、宮古島市平良西里宮古島市街方面交点 - 宮古空港ターミナル入口交点）

### 主要施設
- 平良税務署（宮古島市平良東仲宗根添）
- 宮古空港（宮古島市平良西里）
- 宮古島市城辺庁舎（宮古島市城辺福里）

## 歴史
- 1953年（昭和28年）に琉球政府道平良保良線として指定。1972年（昭和47年）の本土復帰と同時に県道となった。うち城辺町（現宮古島市城辺）福里 - 保良が1975年（昭和50年）に国道390号に昇格した。
- 1976年（昭和51年）、平良市西里（現宮古島市平良西里） - 城辺町福里（現宮古島市城辺福里）の区間が現路線名として主要地方道に昇格した。